# 1 september
1 september is de 244ste dag van het jaar (245ste dag in een schrikkeljaar) in de gregoriaanse kalender. Hierna volgen nog 121 dagen tot het einde van het jaar.

## Gebeurtenissen
- Algemeen

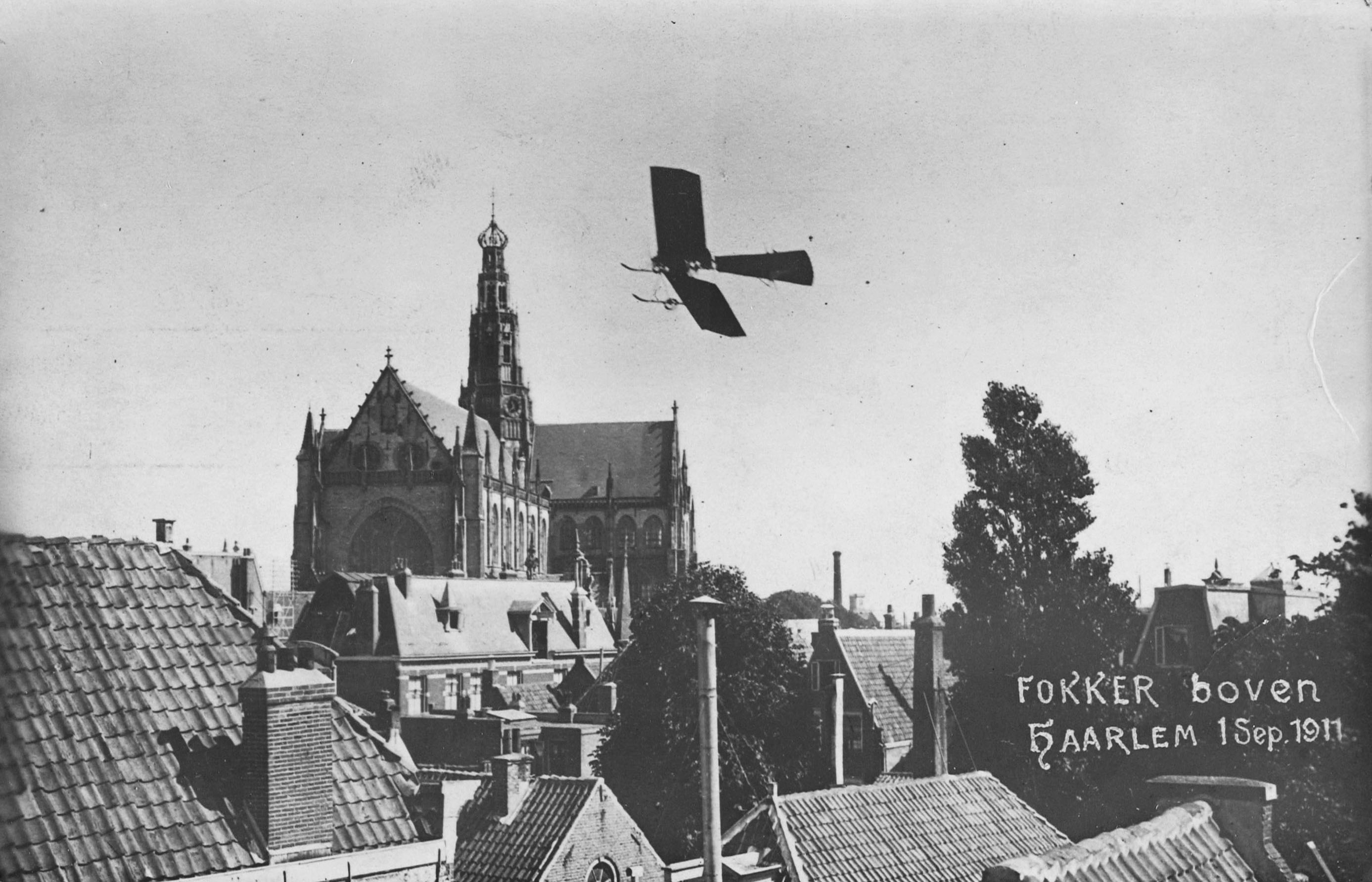
Anthony Fokker vliegt rond de Grote of St.-Bavokerk in Haarlem (1 september 1911)

- - 1257 - Opening van het Collège van Robert de Sorbon te Parijs, toekomstige Sorbonne.
  - 1796 - Wet van 5 Fructidor an IV. Opheffing van alle geestelijke instellingen (kloosters, kapittels, enz.) in de Eerste Franse Republiek, inclusief de geannexeerde gebieden (o.a. de Zuidelijke Nederlanden, het prinsbisdom Luik en Maastricht).
  - 1914 - De laatste Amerikaanse trekduif, een duivin genaamd Martha, sterft in de Cincinnati Zoo. Daarmee is de soort uitgestorven.
  - 1923 - Tokio wordt getroffen door een zeer zware aardbeving met een kracht van 8,2 op de schaal van Richter. Er vallen meer dan 140.000 doden.
  - 1934 - De Spelling-Marchant wordt ingevoerd.
  - 1948 - Oprichting van de Federatie van Unitates en Bonden.
  - 1983 - Korean Air-vlucht 007 wordt boven het grondgebied van de Sovjet-Unie neergeschoten, met 269 doden tot gevolg.
  - 1985 - Het wrak van de Titanic wordt op 3800m diepte in Noorden van de Atlantische Oceaan ontdekt.
  - 2005 - In New Orleans wordt zanger-pianist Fats Domino als vermist opgegeven na orkaan Katrina. Later op de dag wordt gemeld dat hij toch wel is gered.[1]
  - 2010 - Om het energieverbruik te beperken wordt in de Europese Unie een verbod op de productie van gloeilampen van 75 watt van kracht. Vorig jaar werd het produceren van lampen van 100 W al verboden en volgend jaar zullen lampen van 60 W volgen.
  - 2011 - WikiLeaks beschuldigt de Britse krant The Guardian ervan in februari een geheime sleutel te hebben gepubliceerd, waardoor ruim 250 duizend Amerikaanse versleutelde cables ontcijferbaar zouden zijn.
  - 2013 - Bij een busongeluk in het zuiden van Kazachstan vallen minstens elf doden en 33 gewonden.
  - 2015 - De Hongaarse politie sluit het treinstation Keleti in de hoofdstad Boedapest af wegens een grote instroom van vluchtelingen.
  - 2018 - Vlucht Utair 579 crasht tijdens het landen in de Russische badplaats Sotsji. 18 personen raken hierbij gewond.[2]
  - 2018 - Een verbod op de verkoop van halogeenlampen binnen de Europese Unie wordt van kracht.[3]
  - 2019 - Orkaan Dorian bereikt de Bahama's. Vooral de Abaco-eilanden worden zwaar getroffen.[4]
- Criminaliteit en veiligheid
  - 2012 - De politie vindt in een Nederduitse Gereformeerde Kerk in de plaats Schweizer-Reneke, gelegen in het noordwesten van Zuid-Afrika, meer dan vijfduizend stuks munitie.
  - 2004 - In een school in Beslan (Noord Ossetië -Rusland) begint de terroristische gijzeling van honderden kinderen en onderwijzers.
  - 2015 - Een rechtbank in de Azerbeidzjaanse hoofdstad Bakoe veroordeelt de onderzoeksjournaliste Khadija Ismayilova tot een gevangenisstraf van 7,5 jaar wegens onder andere smaad, belastingontduiking en machtsmisbruik.
  - 2015 - De Somalische terreurbeweging Al-Shabaab claimt een basis van AMISOM, de vredesmacht van de Afrikaanse Unie, te hebben veroverd. Daarbij zouden zeker vijftig militairen zijn gedood.
- Economie
  - 1887 - Oprichting van de Elektrotechnische Fabriek N.V., later Getronics genaamd, door Groeneveld en van der Pol.
- Kunst en cultuur
  - 1839 - Schouwburg Salon des Variétés aan de Nes (1839-1868), opgericht door Joseph Duport, gaat open.
  - 2023 - De Afghaans-Nederlandse schrijfster Forugh Karimi wint de Hebban Debuutprijs voor haar roman De moeders van Mahipar. Volgens de jury is het onder meer "een wrang, maar vooral heel liefdevol verhaal".[5]
- Media
  - 1956 - Het eerste Belgische televisiejournaal wordt gepresenteerd door Robert Stéphane.
  - 1990 - De Vlaamse openbare zender BRT lanceert TV1.
  - 2007 - In Londen vindt het allereerste Eurovisiedansfestival plaats; de winnaar is Finland.
  - 2011 - De muziekzender TMF stopt met uitzenden in Nederland.
- Muziek
  - 1926 - Oprichting van het jazzorkest The Ramblers.
  - 1979 - De Australische band The Farriss Brothers treedt in Gosford voor het eerst op onder hun nieuwe naam: INXS.[1]
- Oorlog
  - 69 - Het Romeinse leger onder bevel van Munius Lupercus wordt bij Nijmegen door de Bataven verslagen.
  - 717 - De Arabische vloot die in de Zee van Marmara de aanvoerroutes naar Constantinopel blokkeert, wordt op bevel van keizer Leo III door Grieks vuur vernietigd.
  - 891 - Slag bij Leuven: koning Arnulf van Karinthië verslaat bij Leuven, aan de rivier de Dijle, de Deense Vikingen die al 13 jaar de Lage Landen onveilig maken.
  - 1939 - Nazi-Duitsland valt Polen binnen bij Westerplatte (Fall Weiss): begin van de Tweede Wereldoorlog.
  - 1941 - Alle Joden ouder dan 6 jaar moeten in het gehele Duitse Rijk de Jodenster dragen.
  - 2013 - In Irak komen minstens vijftien mensen om bij gevechten na een mortieraanval op een kamp met Iraanse dissidenten.
  - 2013 - Acht werknemers van een mijnbedrijf komen om bij een aanslag met een bermbom ten noorden van de Afghaanse hoofdstad Kabul.
  - 2014 - Oekraïense strijdkrachten strijden tegen de pro-Russische rebellen in de buurt van de internationale luchthaven van Loehansk. Het gebied wordt meer dan 3 weken lang omringd door de Russische strijdkrachten.[6]
  - 2019 - In Jemen vallen bij een luchtaanval op een detentiecentrum in Dhamar zeker 60 doden.[7]
- Politiek
  - 1598 - Boris Godoenov wordt tot tsaar van Rusland gekroond.
  - 1928 - De president van Albanië kroont zichzelf tot koning onder de naam Zog.
  - 1969 - In Libië plegen de Vrije Officieren voor Eenheid en Socialisme, onder wie kolonel Moammar al-Qadhafi, een staatsgreep.
  - 1990 - De Vlaamse politieke partij Volksunie neemt een tweede naam aan : "Vlaamse Vrije Democraten".
  - 1991 - Oezbekistan wordt onafhankelijk van de Sovjet-Unie.
  - 1993 - Ex-keizer Jean-Bédel Bokassa van de Centraal-Afrikaanse Republiek wordt vrijgelaten uit de gevangenis, nadat president André Kolingba hem onverwachts gratie heeft verleend.
  - 2009 - Saba stapt uit de Nederlandse Antillen.
  - 2010 - De Amerikaanse president Obama kondigt het einde af van de Amerikaanse militaire operaties in Irak. De laatste strijdkrachten waren op 19 augustus al vertrokken.
  - 2013 - Oud-president Nelson Mandela van Zuid-Afrika keert onaangekondigd terug naar zijn huis in Johannesburg na een lang verblijf in een ziekenhuis in Pretoria.
  - 2013 - Macky Sall, de president van Senegal, ontslaat zijn eerste minister Abdoul Mbaye en diens regering.
  - 2015 - De Curaçaose premier Ivar Asjes treedt af nadat zijn eigen partij Pueblo Soberano het vertrouwen in hem had opgezegd.
  - 2015 - De Surinaamse regering kondigt de afschaffing van de subsidies op elektriciteit, water, benzine en diesel aan.
  - 2016 - Honderdduizenden betogers verzamelen zich in de hoofdstad Caracas om het vertrek van president Nicolás Maduro van Venezuela te eisen.
  - 2017 - Het Keniaanse Hooggerechtshof verklaart de uitslag van de presidentsverkiezingen van 8 augustus, waarbij de zittende president Kenyatta met een meerderheid van 54% werd herkozen, ongeldig.[8]
  - 2019 - Bij de verkiezingen in Brandenburg en Saksen boekt de AfD forse winst. De grootste partijen in deze twee deelstaten blijven nochtans SPD resp. CDU.
- Recreatie
  - 1996 - In Tokyo Disneyland wordt de attractie Captain EO gesloten.
  - 2007 - In het Olympisch stadion van Amsterdam wordt een groot gala gegeven met het bloemencorso van Aalsmeer dat na zestig jaar het allerlaatste corso was.
  - 2019 - In de Efteling wordt de bobsleebaan de Bob gesloten.
- Religie
  - 1271 - Tebaldo Visconti wordt tot paus verkozen (paus Gregorius X).
  - 1681 - Paus Innocentius XI creëert zestien nieuwe kardinalen, onder wie de Italiaanse curieprelaat Antonio Pignatelli.
  - 1886 - Instelling van de rooms-katholieke Bisschoppelijke Hiërarchie in Brits-Indië met vijf aartsbisdommen en veertien bisdommen.
  - 1886 - Verheffing van het bisdom Colombo tot aartsbisdom Colombo en oprichting van de bisdommen Jaffna en Kandy in Ceylon.
  - 2015 - Paus Franciscus roept alle katholieke priesters op om vrouwen die een abortus hebben ondergaan te vergeven tijdens het Heilig Jaar 2016.
- Sport
  - 1909 - De eerste Nijmeegse Vierdaagse gaat van start.
  - 1910 - Opening van het Ninian Park in Cardiff.
  - 1933 - Oprichting Eindhovense hockeyclub Oranje Zwart.
  - 1972 - In Reykjavik eindigt de match van de eeuw tussen Boris Spasski en Bobby Fischer, van wie de laatste zich de nieuwe wereldkampioen schaken mag noemen.
  - 1981 - Willy Jansen (PSV), Ruud Gullit (Haarlem), Wim Kieft (Ajax) en Frank Rijkaard (Ajax) maken hun debuut voor het Nederlands voetbalelftal, dat in een oefenwedstrijd in Zürich met 2-1 verliest van Zwitserland. John Metgod maakt de enige treffer voor Oranje.
  - 1982 - Gerard Schipper, Maarten Ducrot, Gerrit Solleveld en Frits van Bindsbergen worden wereldkampioen ploegentijdrit in het amateurwielrennen.
  - 1982 - De start van de EK-kwalificatiereeks begint in mineur voor het Nederlands voetbalelftal, dat in Reykjavik met 1-1 gelijkspeelt tegen IJsland. Dick Schoenaker redt de eer.
  - 1985 - Joop Zoetemelk (38) wordt in Italië wereldkampioen wielrennen.
  - 2001 - De 1-0 nederlaag van het Nederlands elftal in en tegen Ierland leidt uiteindelijk tot uitschakeling van het WK van 2002. De definitieve uitschakeling is 5 september. Voor het eerst in zestien jaar is Nederland niet van de partij op een eindtoernooi.
  - 2001 - Het Pools voetbalelftal plaatst zich dankzij een 3-0-overwinning op Noorwegen voor het eerst sinds 1986 weer voor de WK-eindronde.
  - 2002 - In Macau eindigen de Nederlandse hockeysters als derde bij de strijd om de Champions Trophy.
  - 2013 - Bij de 29ste editie van de wereldkampioenschappen judo, die worden gehouden in Rio de Janeiro, eindigt Nederland als twaalfde in het medailleklassement, dankzij twee zilveren (Henk Grol en Marhinde Verkerk) en drie bronzen medailles (Dex Elmont, Anicka van Emden en Kim Polling).
  - 2017 - Kim Polling wordt bij de wereldkampioenschappen judo in Boedapest in de derde ronde uitgeschakeld. De Nederlandse verliest in de klasse tot 70 kilogram op ippon van de Colombiaanse Yuri Alvear.
  - 2019 - Charles Leclerc wint voor het eerst in zijn carrière een GP op het circuit van Spa Francorchamps in België.
- Wetenschap en technologie
  - 1804 - De planetoïde Juno wordt ontdekt door de Duitse astronoom Karl Ludwig Harding.
  - 1887 - Emile Berliner vraagt octrooi aan op de grammofoonplaat.
  - 1911 - Anthony Fokker maakt voor het eerst een vlucht boven Haarlem met zijn eendekker Spin III.
  - 1979 - Pioneer 11 bereikt als eerste sonde Saturnus.[9]
  - 2004 - Intrekking van de octrooiwet 1910.
  - 2015 - Wetenschappers ontdekken in de Amerikaanse staat Iowa een nieuwe zeeschorpioenensoort. Het uitgestorven dier leefde tijdens het Ordovicium en had een lengte van 1,5 meter. De soort kreeg de naam pentecopterus decorahensis.
  - 2016 - Een Falcon 9 van SpaceX explodeert tijdens een test op Lanceercomplex 40 van Cape Canaveral. Er vallen geen gewonden.
  - 2022 - Ruimtewandeling van de CNSA taikonauten Chen Dong en Liu Yang voor werkzaamheden aan de Wentian module, een onderdeel van het Chinese ruimtestation Tiangong. Het is de eerste ruimtewandeling vanuit de Wentian module.[10]
  - 2023 - Lancering van een Falcon 9 raket van SpaceX vanaf Kennedy Space Center Lanceercomplex 40 voor de Starlink group 6-13 missie met 22 Starlink satellieten.[11]

## Geboren

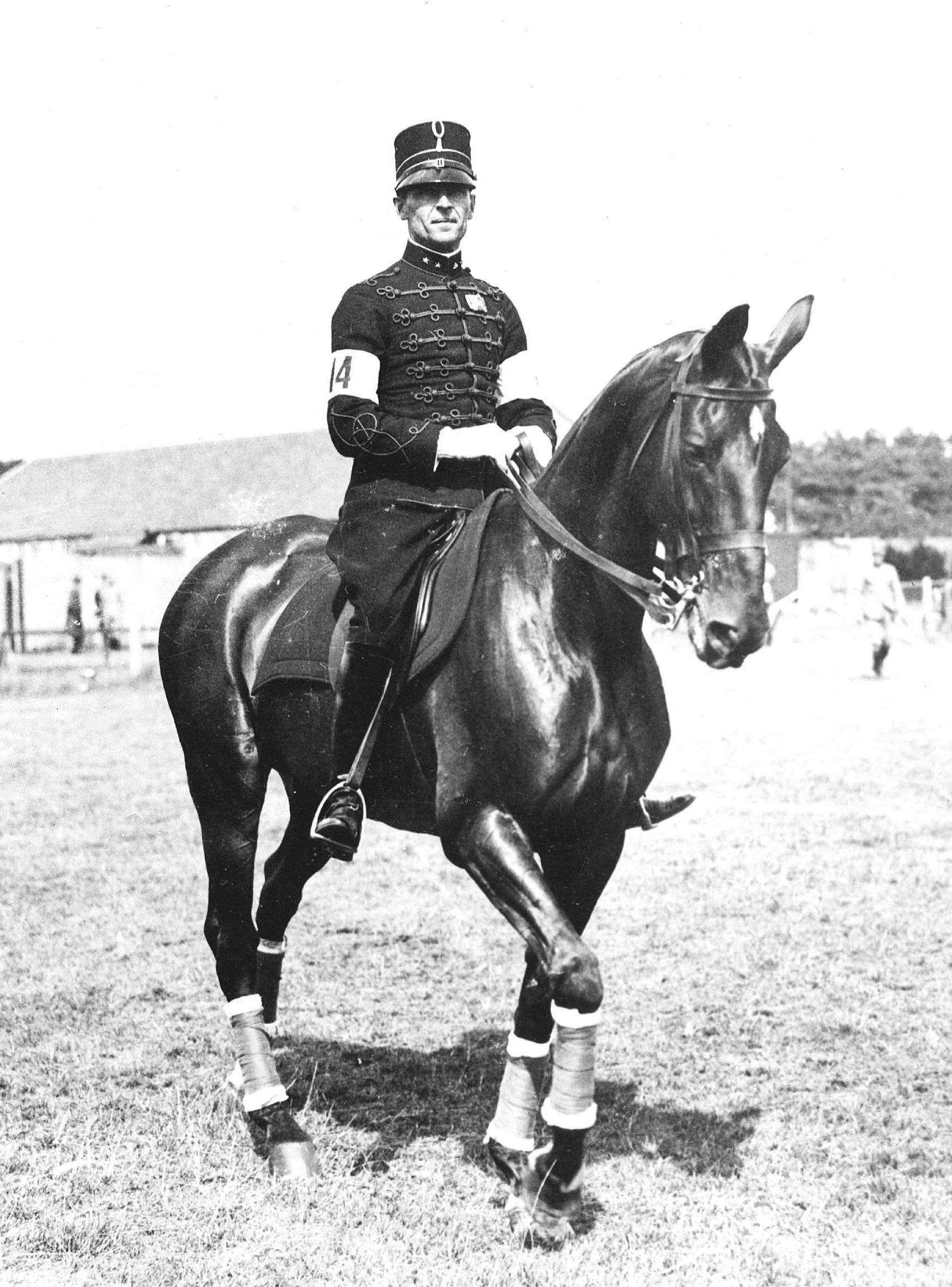
Dolf van der Voort van Zijp
geboren in 1892

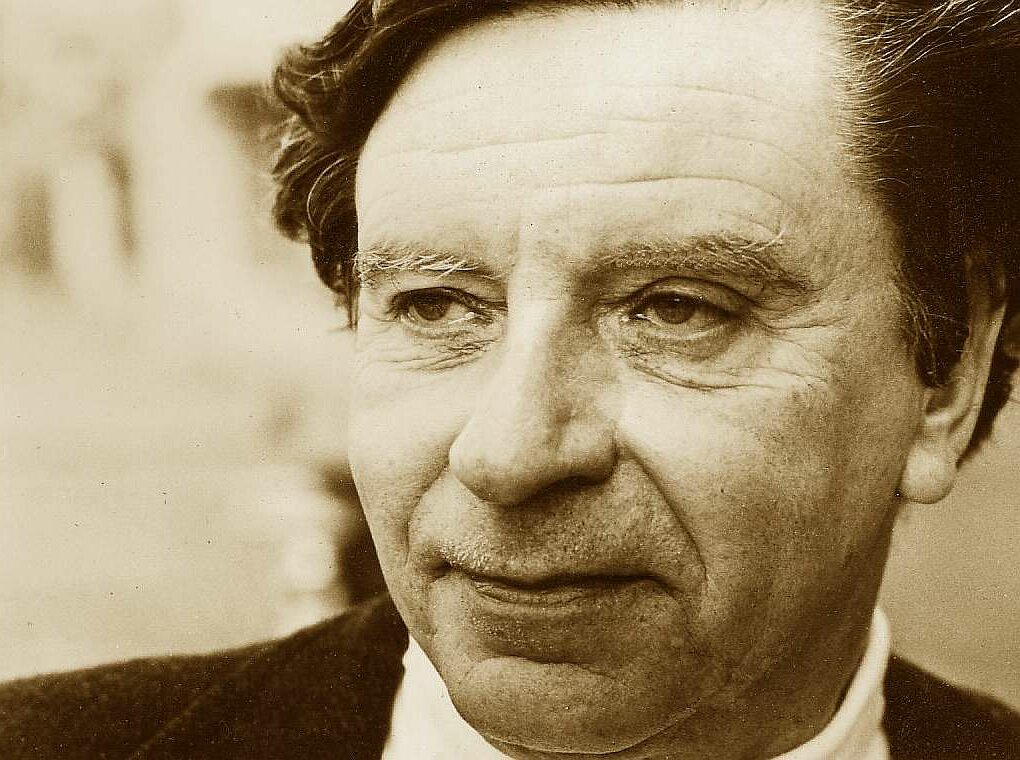
Hubert Lampo
geboren in 1920

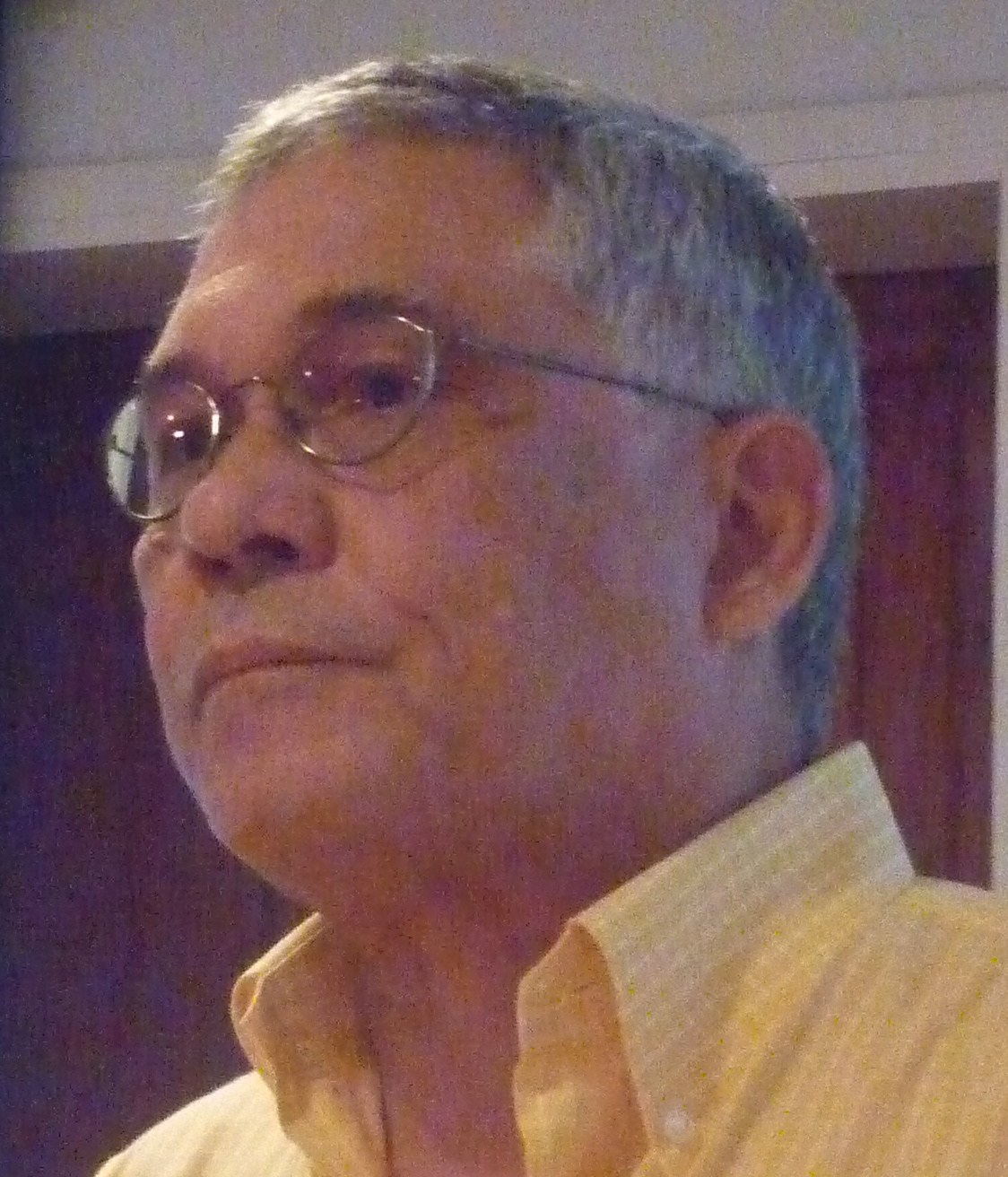
Lim A Po
geboren in 1929

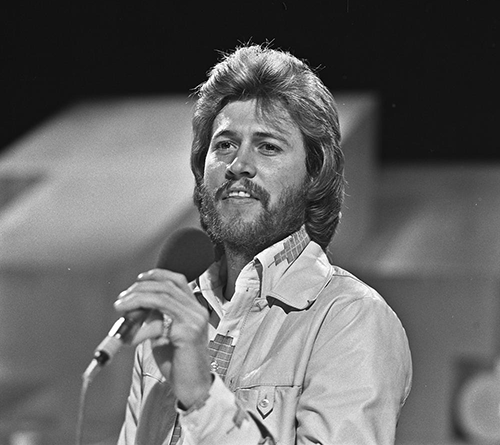
Barry Gibb
geboren in 1946

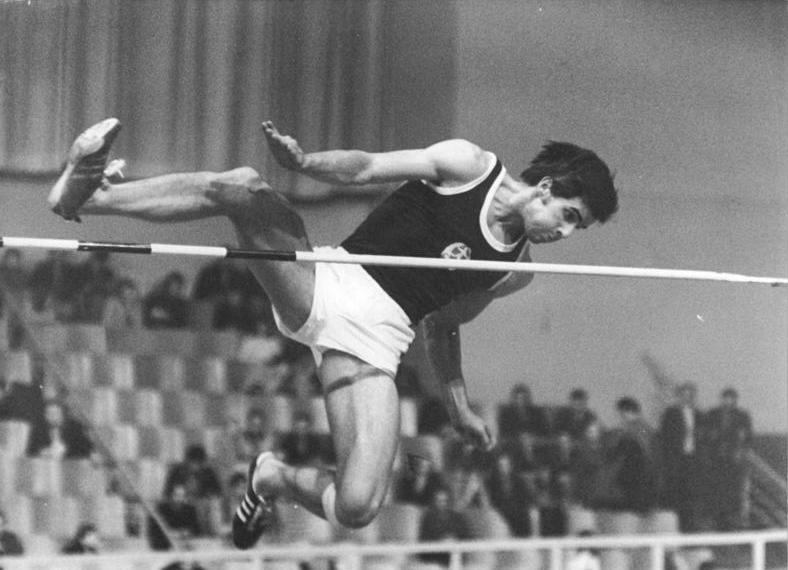
Stefan Junge
geboren in 1950

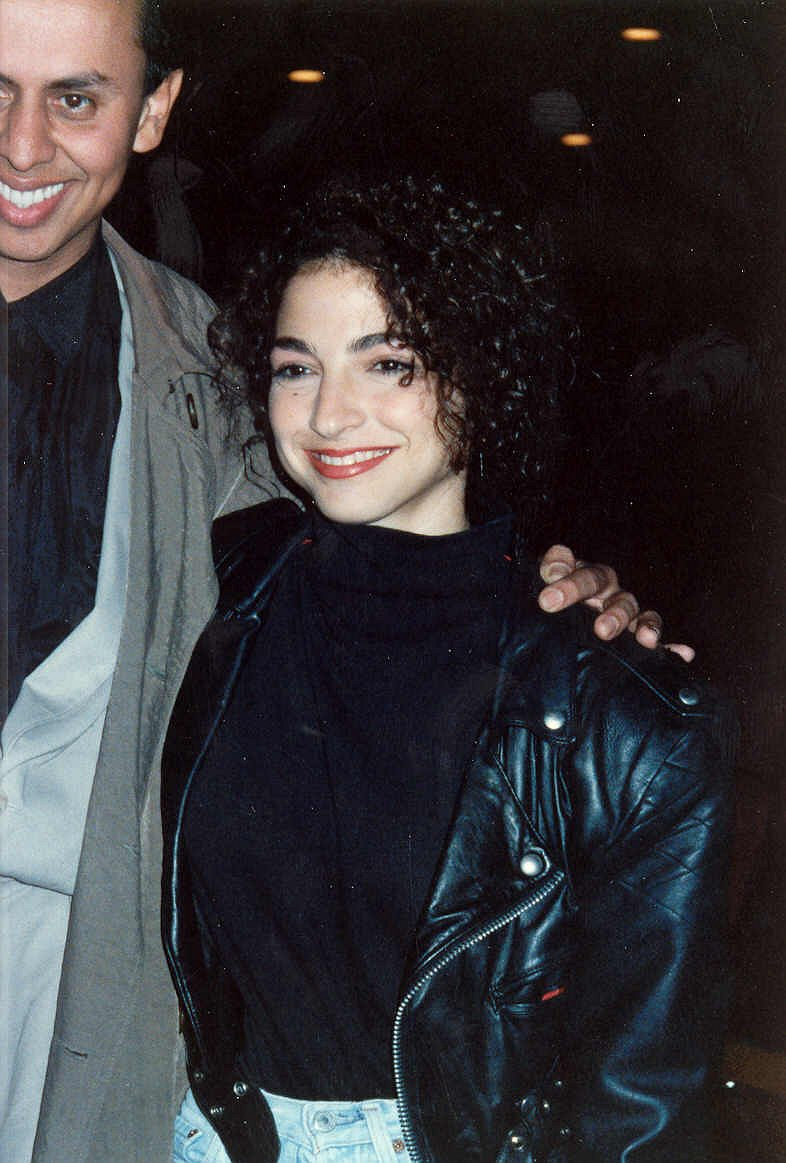
Gloria Estefan
geboren in 1957

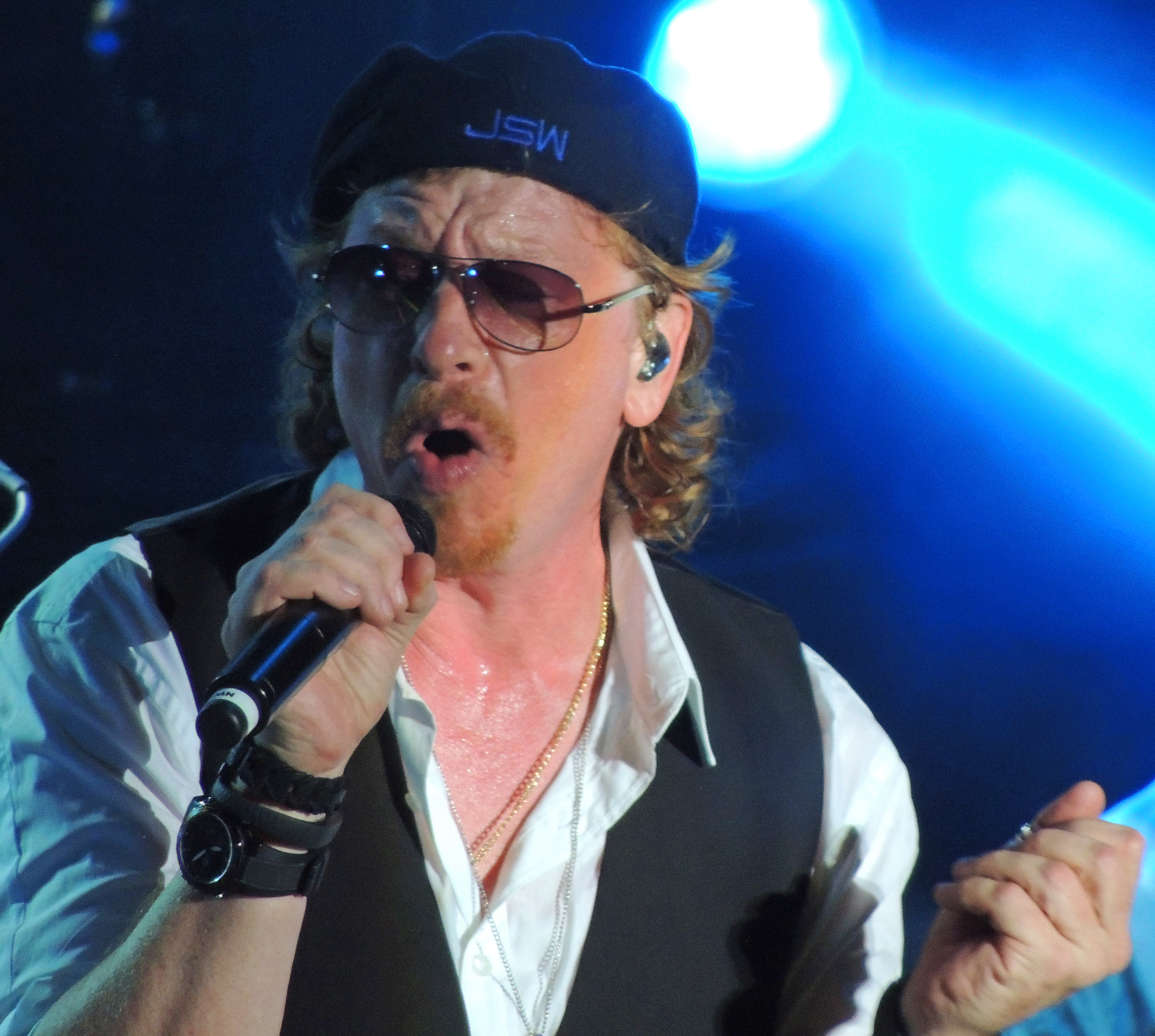
Joseph Williams
geboren in 1960

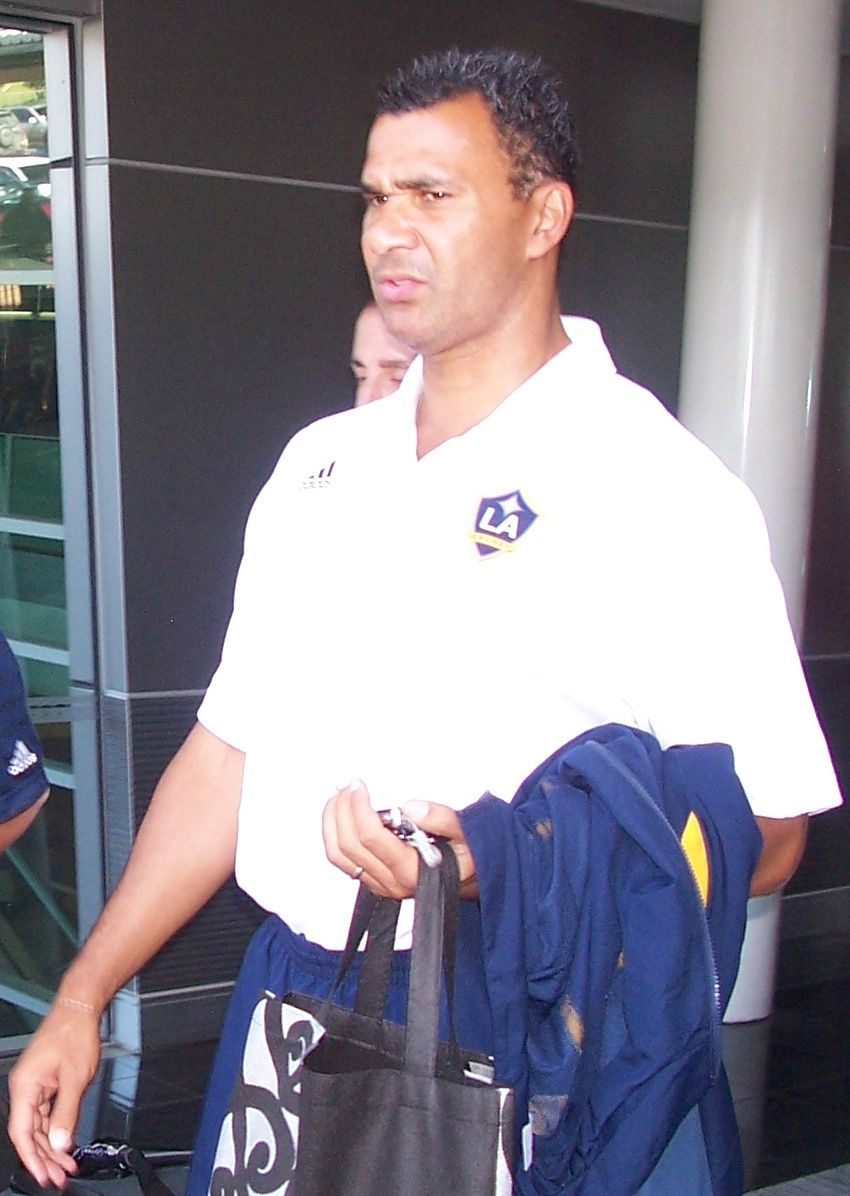
Ruud Gullit
geboren in 1962

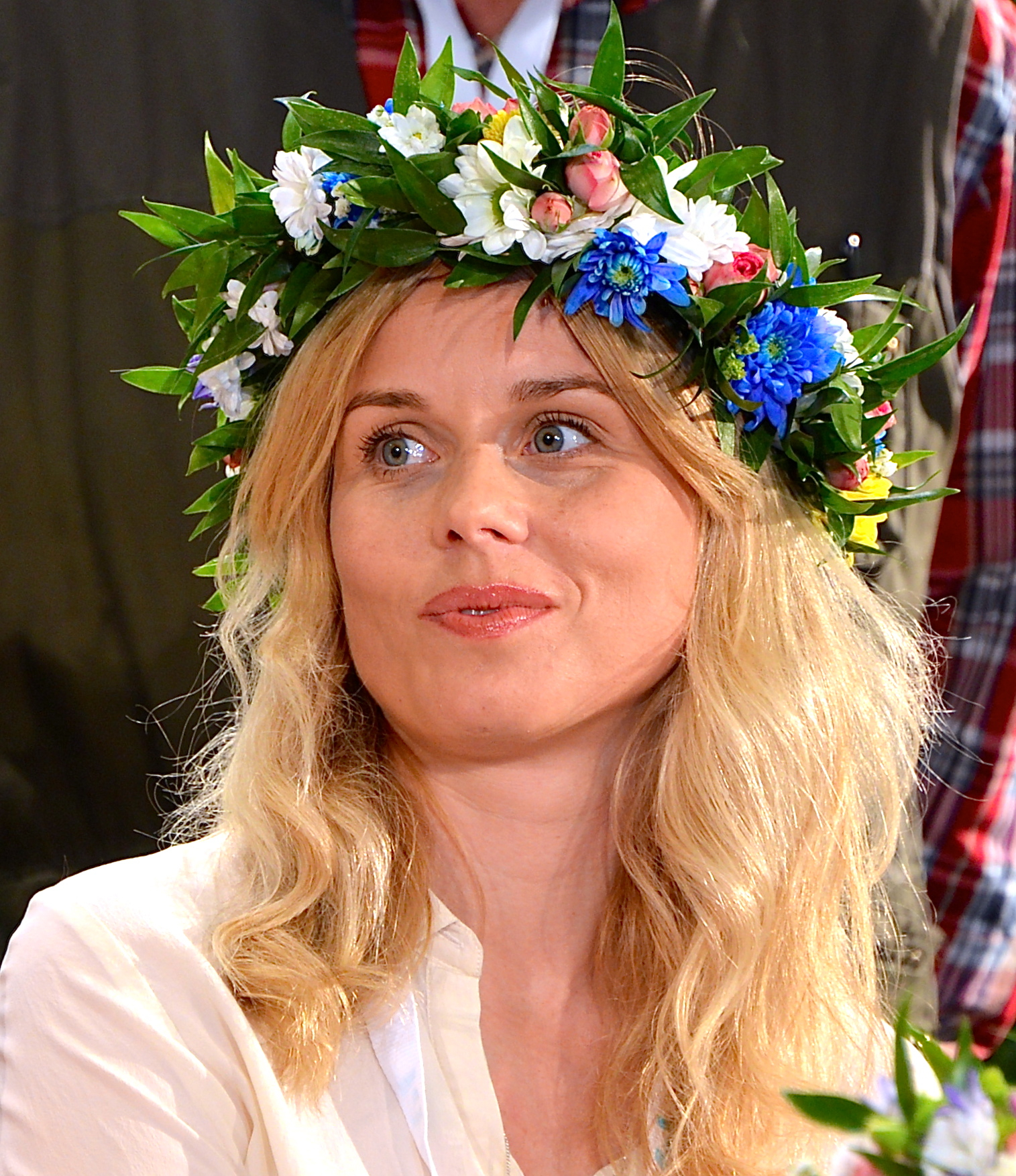
Helena af Sandeberg
geboren in 1971

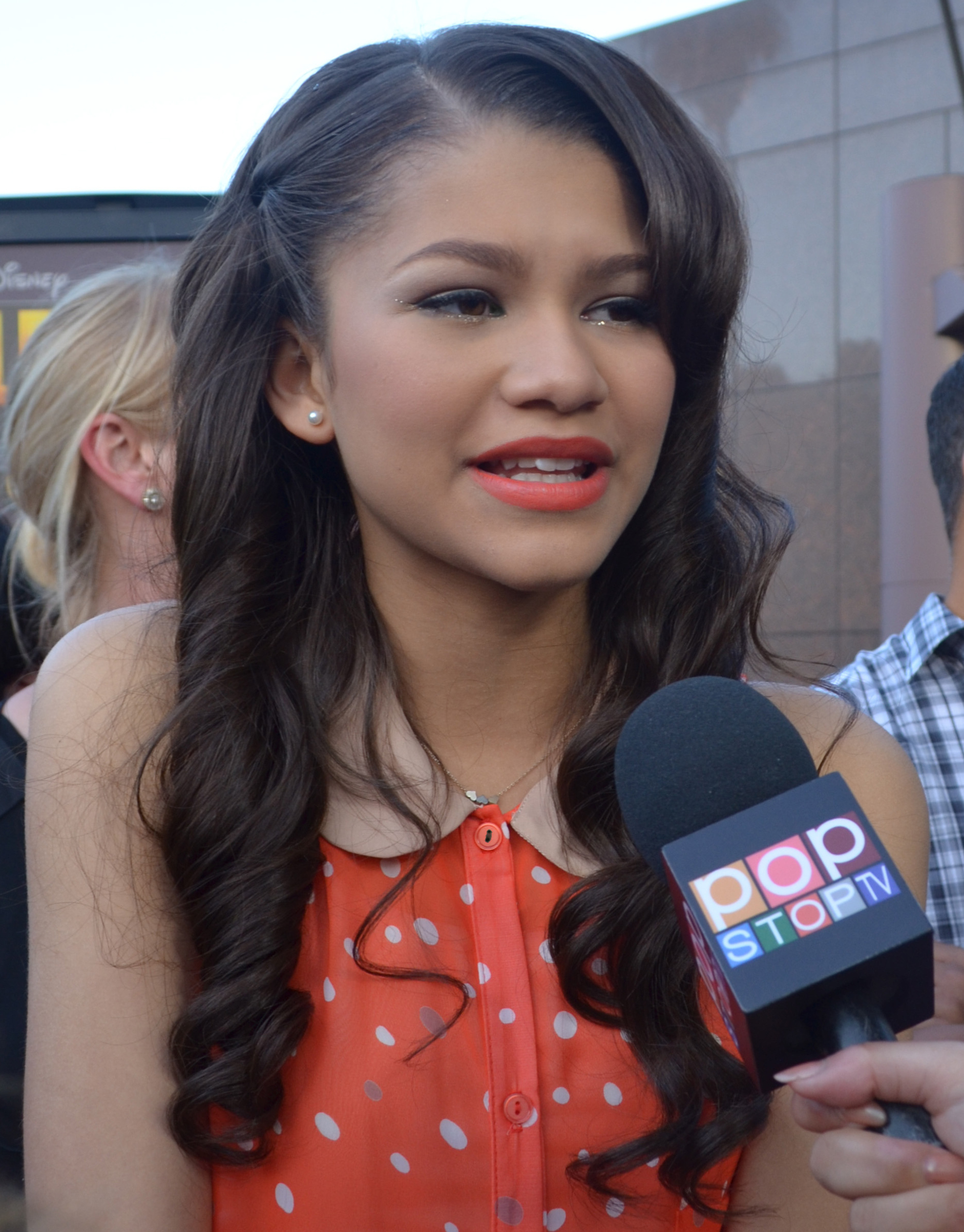
Zendaya Coleman
geboren in 1996

- 1587 - Gómez Suárez de Figueroa, Spaans edelman, diplomaat en legeraanvoerder (overleden 1634)
- 1653 - Johann Pachelbel, Duits barokorganist en -componist (overleden 1706)
- 1711 - Willem IV van Oranje-Nassau, prins van Oranje, erfstadhouder van de Republiek der Verenigde Nederlanden (overleden 1751)
- 1711 - William Boyce, Engels componist (overleden 1779)
- 1798 - Esteban Villanueva, Filipijns kunstschilder (overleden 1878)
- 1800 - Giuseppe Gabriel Balsamo-Crivelli, Italiaans natuurvorser en mycoloog (overleden 1874)
- 1821 - Leopold III van Lippe, vorst van Lippe (overleden 1880)
- 1827 - Jacob Jan Cremer, Nederlands novelleschrijver (overleden 1875)
- 1868 - Aaltje Noordewier-Reddingius, Nederlands zangeres (overleden 1949)
- 1875 - Edgar Rice Burroughs, Amerikaans schrijver (overleden 1950)
- 1882 - Reep verLoren van Themaat, Nederlands civiel ingenieur (overleden 1982)
- 1886 - Tarsila do Amaral, Braziliaans schilderes en tekenares (overleden 1973)
- 1886 - Othmar Schoeck, Zwitsers componist en dirigent (overleden 1957)
- 1887 - Blaise Cendrars, Zwitsers-Frans schrijver en dichter (overleden 1961)
- 1892 - Dolf van der Voort van Zijp, Nederlands ruiter (overleden 1978)
- 1894 - Frans Lowyck, Belgisch voetballer (overleden 1969)
- 1896 - A.C. Bhaktivedanta Swami Praphupada, stichter van de Hare Krishna-beweging (overleden 1977)
- 1899 - Lucien Cooremans, Belgisch politicus (overleden 1985)
- 1899 - Wiel Mulders, Nederlands politicus (overleden 1969)
- 1900 - Pedro Cea, Uruguayaans voetballer (overleden 1970)
- 1900 - Andrej Vlasov, Russisch generaal (overleden 1946)
- 1903 - Julien Delbecque, Belgisch wielrenner (overleden 1977)
- 1903 - Gérard Delbeke, Belgisch voetballer (overleden 1977)
- 1903 - Stien Eelsingh, Nederlands kunstschilderes (overleden 1964)
- 1906 - Joaquín Balaguer, president van de Dominicaanse Republiek (overleden 2002)
- 1907 - Nathan Juran, Amerikaans filmregisseur (overleden 2002)
- 1907 - Daniel Romualdez, Filipijns politicus (overleden 1965)
- 1911 - Komei Abe, Japans componist (overleden 2006)
- 1911 - Marinus Ruppert, Nederlands politicus (overleden 1992)
- 1916 - Dorothy Cheney, Amerikaans tennisspeelster (overleden 2014)
- 1917 - David Russowski (Russinho), Braziliaans voetballer (overleden 1958)
- 1919 - Piet Meerburg, Nederlands verzetsheld, mede-oprichter Filmmuseum en theaterexploitant (overleden 2010)
- 1920 - Hubert Lampo, Belgisch schrijver (overleden 2006)
- 1921 - Willem Frederik Hermans, Nederlands schrijver (overleden 1995)
- 1921 - Sedfrey Ordoñez, Filipijns minister en ambassadeur (overleden 2007)
- 1921 - Gerhard Wendland, Duits schlagerzanger (overleden 1996)
- 1922 - Yvonne De Carlo, Canadees-Amerikaans film-en televisieactrice (overleden 2007)
- 1922 - Melvin Laird, Amerikaans minister van Defensie (overleden 2016)
- 1923 - Theo Joekes, Nederlands politicus en schrijver (overleden 1999)
- 1923 - Rocky Marciano, Amerikaans bokser (overleden 1969)
- 1925 - Jef Anthierens, Belgisch journalist en redacteur (overleden 1999)
- 1925 - Art Pepper, Amerikaans jazz-altsaxofonist (overleden 1982)
- 1925 - Christiane Scrivener, Frans politica (overleden 2024)
- 1926 - Alfons Danckaerts, Belgisch atleet (overleden 2014)
- 1927 - Peter Stein, Nederlands jurist (overleden 2022)
- 1929 - Walter Lim A Po, Surinaams jurist, politicus en diplomaat
- 1929 - Kostas Paskalis, Grieks operazanger (overleden 2007)
- 1931 - Bé Holst, Nederlands atleet (overleden 2021)
- 1931 - Willie Ruff, Amerikaans jazzmuzikant en componist (overleden 2023)
- 1931 - Bounleut Saycocie, Laotiaans politicus en kolonel (overleden 2014)
- 1931 - Fries de Vries, Nederlands politicus en dichter (overleden 2008)
- 1932 - Sunny von Bülow, Amerikaans erfgename (overleden 2008)
- 1933 - Conway Twitty, Amerikaans zanger (overleden 1993)
- 1933 - Tom Vreugdenhil, Nederlands politicus (overleden 2013)
- 1934 - Paul Naschy, Spaans acteur, regisseur en scenarioschrijver (overleden 2009)
- 1934 - E.C.L. During Caspers, Nederlands archeologe (overleden 1996)
- 1935 - André Bar, Belgisch wielrenner
- 1935 - Jan Buursink, Nederlands hoogleraar sociale geografie (overleden 2018)
- 1935 - Mel Lopez, Filipijns politicus, burgemeester van Manilla (overleden 2017)
- 1935 - Seiji Ozawa, Japans dirigent (overleden 2024)
- 1937 - Ilia Datoenasjvili, Sovjet-Georgisch voetballer (overleden 2022)
- 1938 - Per Kirkeby, Deens kunstenaar (overleden 2018)
- 1939 - Jesus Dosado, Filipijns R.K. geestelijke en (aarts)bisschop (overleden 2020)
- 1939 - Lily Tomlin, Amerikaans actrice en scenarioschrijfster
- 1940 - Annie Ernaux, Frans schrijfster en Nobelprijswinnares
- 1941 - Mijo Lončarić, Kroatisch taaldeskundige en dialectoloog (overleden 2023)
- 1941 - Júlia Várady, Duits sopraan
- 1942 - C.J. Cherryh, Amerikaans schrijfster
- 1944 - Luc Deleu, Belgisch architect en kunstenaar
- 1944 - Karla Peijs, Nederlands politica
- 1946 - Barry Gibb, Brits zanger
- 1946 - Ian McCalman, Schots folkzanger
- 1946 - Roh Moo-hyun, Zuid-Koreaans politicus (overleden 2009)
- 1946 - Lori Spee, Amerikaans-Nederlands zangeres
- 1948 - Marie-Claire Decroix, Belgisch atlete
- 1948 - James Rebhorn, Amerikaans acteur (overleden 2014)
- 1948 - Britt Wikstrom, Nederlands Zweeds beeldhouwster
- 1949 - Jan De Maeyer, Belgisch componist, muziekpedagoog en hoboïst
- 1949 - Christien Kok, Nederlands schrijfster
- 1949 - Ton Lammers, Nederlands voetbalscheidsrechter
- 1950 - Michail Fradkov, Russisch politicus
- 1950 - Dudu Georgescu, Roemeens voetballer
- 1950 - Stefan Junge, Duits atleet
- 1950 - Lai Sun Cheung, Hongkongs voetballer en voetbalcoach (overleden 2010)
- 1950 - Phil McGraw, Amerikaans psycholoog en presentator
- 1950 - Luk Van Mello, Belgisch acteur (overleden 2020)
- 1951 - Timothy Zahn, Amerikaans sciencefiction-schrijver
- 1952 - Raymond de Roon, Nederlands politicus
- 1952 - Manuel Piñero, Spaans golfer
- 1955 - Wayne Horvitz, Amerikaans jazztoetsenist, componist en orkestleider
- 1956 - Walter Schoonjans, Belgisch wielrenner
- 1957 - Gloria Estefan, Cubaans-Amerikaans zangeres
- 1957 - Fatma Pehlivan, Belgisch-Turks politica
- 1959 - Chris Verbeeck, Belgisch atleet
- 1960 - Joseph Williams, Amerikaans zanger
- 1961 - Bam Bam Bigelow, Amerikaans professioneel worstelaar (overleden 2007)
- 1962 - Ruud Gullit, Nederlands voetballer
- 1963 - Margo Dames, Nederlands actrice
- 1963 - Carola Smit, Nederlands zangeres
- 1964 - Robert Veenstra, Nederlands sportbestuurder
- 1965 - Craig McLachlan, Australisch acteur
- 1965 - Albert Termeulen, Nederlands schaker
- 1966 - Stanley Burleson, Nederlands musicalacteur
- 1967 - Carl-Uwe Steeb, Duits tennisser
- 1968 - Shahbaz Ahmed, Pakistaans hockeyer
- 1968 - Mohammed Atta, Egyptisch-Saoedi-Arabisch terrorist (overleden 2001)
- 1969 - Henning Berg, Noors voetballer en voetbalcoach
- 1969 - Onno Blom, Nederlands schrijver, literair recensent en journalist
- 1970 - Vanna, Kroatisch zangeres
- 1971 - Luci van Org, Duits presentatrice, toneelspeelster, schrijfster en zangeres
- 1971 - Helena af Sandeberg, Zweeds actrice
- 1971 - Hakan Şükür, Turks voetballer
- 1972 - Jetske van den Elsen, Nederlands televisiepresentatrice
- 1973 - Gillian Boxx, Amerikaans softbalster
- 1973 - Polly Shannon, Canadees actrice
- 1974 - Rob Derks, Nederlands striptekenaar en illustrator
- 1974 - Burn Gorman, Brits acteur
- 1975 - Natalie Bassingthwaighte, Australisch zangeres en actrice
- 1975 - Dudley Dorival, Haïtiaans atleet
- 1975 - Scott Speedman, Canadees acteur
- 1976 - Ivano Brugnetti, Italiaans atleet
- 1976 - Marc Nygaard, Deens voetballer
- 1977 - Raffaele Giammaria, Italiaans autocoureur
- 1977 - Wálter López, Hondurees voetballer (overleden 2015)
- 1977 - Harald Pinxten, Belgisch voetballer
- 1977 - Eva Van der Gucht, Belgisch actrice
- 1977 - Adrienne Wilkinson, Amerikaans actrice
- 1978 - Coralie Clément, Frans zangeres
- 1978 - Eduardo Domínguez, Argentijns voetballer
- 1978 - Adam Yahiye Gadahn, Amerikaans Al Qaida lid
- 1978 - Jelka van Houten, Nederlands actrice
- 1978 - Massimiliano Vieri, Italiaans voetballer
- 1980 - Sammy Adjei, Ghanees voetbaldoelman
- 1980 - Ryan Archibald, Nieuw-Zeelands hockeyer
- 1980 - Nigar Camal, Azerbeidzjaans zangeres
- 1981 - Michael Maze, Deens tafeltennisser
- 1981 - Euzebiusz Smolarek, Pools voetballer
- 1981 - Nina Zanjani, Zweeds actrice
- 1982 - Jeffrey Buttle, Canadees kunstschaatser
- 1983 - Iñaki Lejarreta, Spaans mountainbiker (overleden 2012)
- 1983 - José Antonio Reyes, Spaans voetballer (overleden 2019)
- 1983 - Riccardo Riccò, Italiaans wielrenner
- 1983 - Paul Verhaegh, Nederlands voetballer
- 1983 - Yang Xiuli, Chinees judoka
- 1984 - Steven Boen, Belgisch acteur
- 1984 - Huub Duijn, Nederlands wielrenner
- 1984 - Joe Trohman, Amerikaans gitarist
- 1986 - Gaël Monfils, Frans tennisser
- 1986 - Stella Mwangi, Noors-Keniaans zangeres
- 1986 - Maguette Ndiaye, Senegalees voetbalscheidsrechter
- 1986 - Shahar Zubari, Israëlisch windsurfer
- 1987 - Lisanne Huisman, Nederlands shorttrackster
- 1987 - Ramon Leeuwin, Surinaams-Nederlands voetballer
- 1987 - Sevdaliza, Iraans-Nederlands zangeres
- 1987 - Leonel Suárez, Cubaans atleet
- 1988 - Martina Bárta, Tsjechisch zangeres
- 1989 - Hannah Emily Anderson, Canadees actrice
- 1989 - Max Franz, Oostenrijks alpineskiër
- 1989 - Artoer Joesoepov, Russisch voetballer
- 1989 - Bill Kaulitz, Duits zanger
- 1989 - Jefferson Montero, Ecuadoraans voetballer
- 1989 - Kelsey Serwa, Canadees freestyleskiester
- 1989 - Daniel Sturridge, Engels voetballer
- 1989 - Lucas Tramèr, Zwitsers roeier
- 1990 - Luca De Aliprandini, Italiaans alpineskiër
- 1990 - Mélanie René, Zwitsers zangeres
- 1990 - Stanislav Tecl, Tsjechisch voetballer
- 1991 - Haukur Heiðar Hauksson, IJslands voetballer
- 1991 - Aleksej Sobolev, Russisch snowboarder
- 1992 - Cristiano Biraghi, Italiaans voetballer
- 1992 - Kirani James, Grenadiaans atleet
- 1992 - Coralie Lassource, Frans handbalster
- 1993 - Mario Lemina, Gabonees-Frans voetballer
- 1993 - Irene van Lieshout, Nederlands atlete
- 1993 - Silje Norendal, Noors snowboardster
- 1993 - Sergio Rico, Spaans voetballer
- 1993 - Jack Robinson, Engels voetballer
- 1993 - Skye Townsend, Amerikaans actrice en zangeres
- 1993 - William Troost-Ekong, Nederlands-Nigeriaans voetballer
- 1994 - Dimi de Jong, Nederlands snowboarder
- 1994 - Carlos Sainz jr., Spaans autocoureur
- 1994 - Erwin Senakuku, Belgisch-Congolees voetballer
- 1995 - Rowan Cheshire, Brits freestyleskiester
- 1995 - Munir El Haddadi, Marokkaans-Spaans voetballer
- 1995 - Kiley McKinnon, Amerikaans freestyleskiester
- 1996 - Althea Reinhardt, Deens handbalster
- 1996 - Liu Xiang, Chinees zwemster
- 1996 - Zendaya, Amerikaans actrice en zangeres
- 1997 - Landry Dimata, Belgisch-Congolees voetballer
- 1997 - Joan Mir, Spaans motorcoureur
- 1997 - Jungkook, Zuid-Koreaans zanger
- 1998 - Konrad Sikking, Nederlands voetballer
- 1999 - Tyrick Mitchell, Engels-Jamaicaans voetballer
- 1999 - Anton Schiffer, Duits wielrenner
- 1999 - Julian Schmid, Duits noordse-combinatieskiër
- 2002 - Heorhij Soedakov, Oekraïens voetballer
- 2002 - Embret Svestad-Bårdseng, Noors wielrenner
- 2002 - Illya Zabarnyi, Oekraïens voetballer
- 2003 - James Hedley, Brits autocoureur
- 2004 - Keet Oldenbeuving, Nederlands skateboarder
- 2004 - Ellen Wangerheim, Zweeds voetbalster

## Overleden

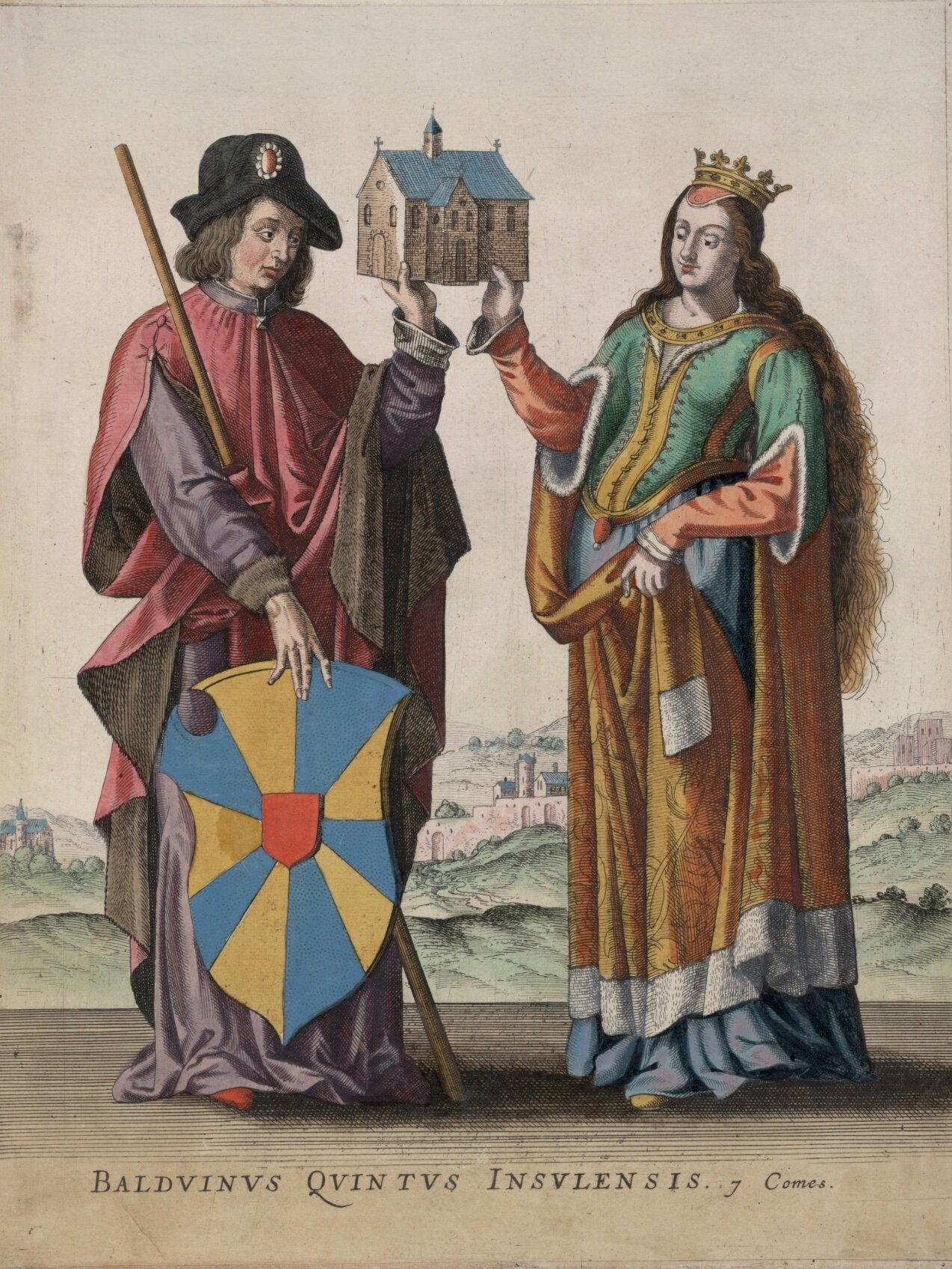
Boudewijn V van Vlaanderen
overleden in 1067

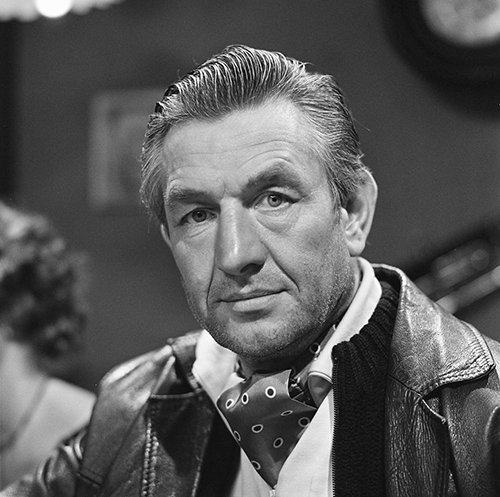
Frans Koppers
overleden in 2010

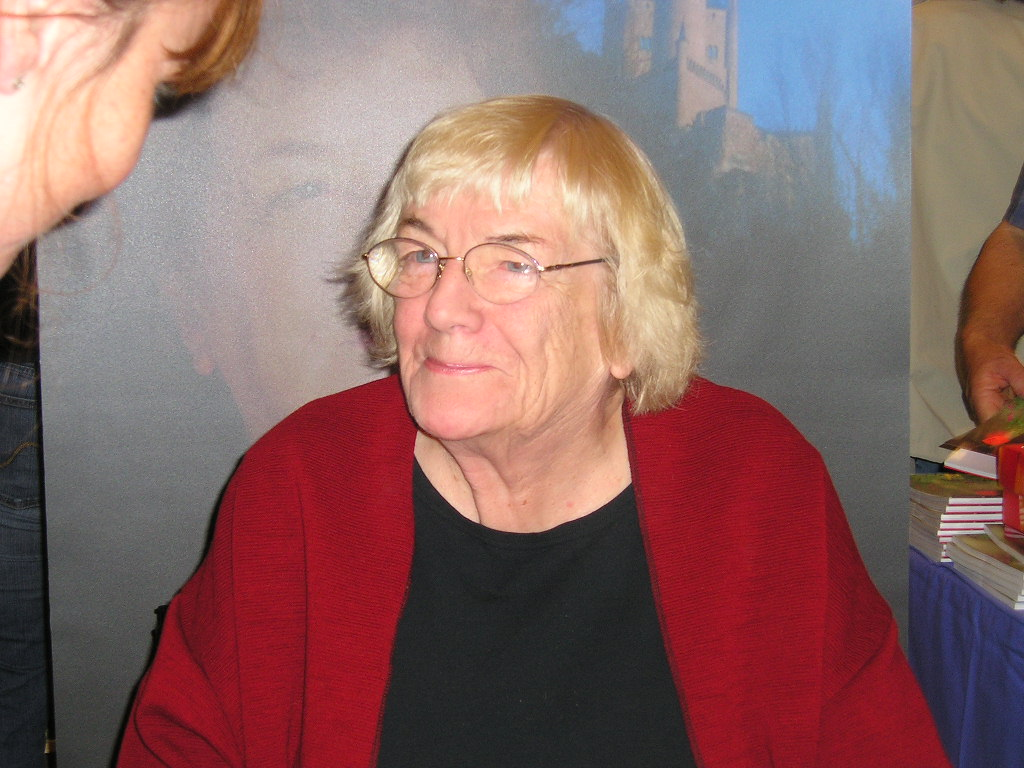
Margit Sandemo
overleden in 2018

- 799 - Moesa al-Kazim (53), Arabisch imam
- 1067 - Boudewijn V van Vlaanderen (53/54), graaf van Vlaanderen
- 1126 - Swatawa van Polen, echtgenote van koning Vratislav II van Bohemen
- 1159 - Paus Adrianus IV (59), paus van 1154 tot 1159
- 1406 - Johanna van Brabant (84), hertogin van Brabant en Limburg
- 1480 - Ulrich V van Württemberg (66/67), graaf van Württemberg-Stuttgart
- 1557 - Jacques Cartier (63), Frans zeevaarder en ontdekkingsreiziger
- 1574 - Goeroe Amar Das (95), derde goeroe van het sikhisme
- 1581 - Goeroe Ram Das (46), vierde goeroe van het sikhisme
- 1648 - Marin Mersenne (59), Frans wiskundige, theoloog en filosoof
- 1715 - Lodewijk XIV van Frankrijk (76), Frans koning
- 1890 - Augusta van Saksen-Weimar-Eisenach (78), Duits keizerin en koningin van Pruisen
- 1729 - Richard Steele (57), Brits schrijver en politicus
- 1897 - Pierre Vincent Bets (75), Belgisch schrijver
- 1902 - Jacobus Cornelis Bloem (80), Nederlands politicus
- 1906 - Alfons Janssens (64), Belgisch politicus
- 1922 - Edmund Leighton (68), Brits kunstschilder
- 1924 - Joseph Blackburne (82), Brits schaker
- 1940 - Gregorio Aglipay (80), Filipijns kerkelijk leider
- 1954 - Stans Balwé (91), Nederlands schilderes en tekenares
- 1961 - Eero Saarinen (50), Fins-Amerikaans architect
- 1967 - Siegfried Sassoon (80), Engels dichter en prozaschrijver
- 1970 - François Mauriac (84), Frans schrijver
- 1978 - Olga de Haas (33), Nederlands balletdanseres
- 1981 - Albert Speer (76), Duits oorlogsmisdadiger en architect
- 1982 - Haskell Curry (81), Amerikaans wiskundige en logicus
- 1982 - Władysław Gomułka (77), Pools politicus
- 1985 - Stefan Bellof (27), Duits autocoureur
- 1988 - Luis Alvarez (77), Amerikaans natuurkundige en Nobelprijswinnaar
- 1989 - Kazimierz Deyna (41), Pools voetballer
- 1990 - Geir Hallgrímsson (64), IJslands politicus
- 1991 - Otl Aicher (69), Duits grafisch vormgever
- 2001 - Joseph Brys (74), Belgisch atleet
- 2003 - Ramón Serrano Suñer (101), Spaans politicus
- 2005 - R.L. Burnside (78), Amerikaans gitarist en blueszanger
- 2006 - Nico Jan Wijsman (58), Nederlands politicus
- 2008 - Don LaFontaine (68), Amerikaans stemacteur
- 2008 - Michael Pate (88), Australisch filmregisseur
- 2010 - Cammie King (76), Amerikaans actrice
- 2010 - Frans Koppers (77), Nederlands acteur
- 2010 - Jean Nelissen (74), Nederlands sportjournalist
- 2012 - Sean Bergin (64), Zuid-Afrikaans-Nederlands jazzmusicus en bandleider
- 2012 - Alex Cassiers (76), Belgisch acteur
- 2013 - Tommy Morrison (44), Amerikaans bokser
- 2014 - Ralf Bendix (90), Duits zanger en producer
- 2014 - Gottfried John (72), Duits acteur
- 2015 - Boomer Castleman (70), Amerikaans singer-songwriter en gitarist. Uitvinder van de palm pedal
- 2015 - Dean Jones (84), Amerikaans acteur en zanger
- 2016 - Frans ten Bos (79), Nederlands-Schots rugbyspeler
- 2016 - Jon Polito (65), Amerikaans acteur
- 2017 - Shelley Berman (92), Amerikaans acteur
- 2017 - Cormac Murphy-O'Connor (85), Brits geestelijke
- 2018 - Margit Sandemo (94), Noors-Zweeds schrijfster
- 2018 - Randy Weston (92), Amerikaans jazzmuzikant
- 2019 - Jacob Gelt Dekker (71), Nederlands zakenman, filantroop en schrijver
- 2019 - Albert Fritz (72), Duits (baan)wielrenner
- 2019 - Katherine MacLean (94), Amerikaans schrijfster
- 2019 - Mamadou Tew (59), Senegalees voetballer
- 2019 - Edo Zanki (66), Duits zanger, muzikant en producent
- 2020 - Erick Morillo (49), Amerikaans DJ/Producer
- 2021 - Daffney (Shannon Claire Spruill) (46), Amerikaans professioneel worstelaarster
- 2021 - Leopoldo Serantes (59), Filipijns bokser
- 2022 - Barbara Ehrenreich (81), Amerikaans journaliste, publiciste en columniste
- 2023 - Jimmy Buffett (76), Amerikaans zanger
- 2023 - Bill Richardson (75), Amerikaans politicus en diplomaat

## Viering/herdenking

Nationale feestdag Slowakije

- Slowakije: Dag van de Grondwet, de nationale feestdag
- Oosters-orthodoxe kerken: begin van het kerkelijk jaar.
- Rooms-Katholieke kalender:
  - Heilige Gillis († c. 724)
  - Heilige Josuë († 12e eeuw v.Chr.)
  - Heilige Agia (van Sens) († 6e eeuw)
  - Heilige Verena (van Zurzach) († c. 350)
  - Heilige Nivard (van Reims) († c. 673)
  - Heilige Gideon van Israël († 11e eeuw v.Chr.)
  - Heilige Lupus van Sens († 623)
  - Zalige Michael Ghebre († 1885)
  - Zalige René Lego († 1794)
- Wereldgebedsdag voor het behoud van de Schepping

## Weerextremen

### Nederland
| | Officiële records | Officiële records | Officiële records |      | Landelijke records | Landelijke records | Landelijke records |
| Gebeurtenis | Jaar              | Extreem           | Locatie           | Jaar | Extreem            | Locatie            |                    |
| --- | ----------------- | ----------------- | ----------------- | ---- | ------------------ | ------------------ | ------------------ |
| Laagste etmaalgemiddelde temperatuur (°C) | 1909              | 9,7               | De Bilt           |      | 1909               | 9,2                | Eelde              |
| Hoogste etmaalgemiddelde temperatuur (°C) | 1991              | 21,2              | De Bilt           |      | 1926               | 23,5               | Maastricht         |
| Laagste minimumtemperatuur (°C) | 1934              | 3,1               | De Bilt           |      | 1964               | 2,7                | Eindhoven          |
| Hoogste minimumtemperatuur (°C) | 1958              | 17,1              | De Bilt           |      | 1949               | 18,7               | Vlissingen         |
| Laagste maximumtemperatuur (°C) | 1909              | 13,8              | De Bilt           |      | 1909               | 13,2               | De Kooy            |
| Hoogste maximumtemperatuur (°C) | 2024              | 29,8              | De Bilt           |      | 2024               | 32,3               | Maastricht         |
| Hoogste uurgemiddelde windsnelheid (m/s) | 1908              | 14,9              | De Bilt           |      | 1908               | 20,6               | De Kooy            |
| Hoogste windstoot (m/s) | 1985              | 16,5              | De Bilt           |      | 1971               | 22,6               | De Kooy            |
| Langste zonneschijnduur (uur) | 1903              | 13,5              | De Bilt           |      | 1903               | 13,5               | De Bilt            |
| Langste neerslagduur (uur) | 1967              | 9,4               | De Bilt           |      | 1967               | 9,4                | De Bilt            |
| Hoogste etmaalsom van de neerslag (mm) | 1967              | 16,9              | De Bilt           |      | 1960               | 38,1               | Maastricht         |
| Laagste etmaalgemiddelde relatieve vochtigheid (%) | 1991, 2022        | 53                | De Bilt           |      | 1911 2022          | 46                 | Maastricht Arcen   |
| Laagste uurwaarde luchtdruk op zeeniveau (hPa) | 1908              | 990,6             | De Bilt           |      | 1908               | 985,6              | De Kooy            |
| Hoogste uurwaarde luchtdruk op zeeniveau (hPa) | 1964              | 1033,7            | De Bilt           |      | 1964               | 1034,1             | Schiphol           |
| Officiële records worden altijd gemeten op het KNMI-weerstation in De Bilt. Landelijke records kunnen worden gemeten op elk officieel KNMI-weerstation in Nederland. |                   |                   |                   |      |                    |                    |                    |

Uitzonderlijke gebeurtenissen
- 1903 - Officieel maandrecord langste zonneschijnduur in uren van september gemeten in De Bilt: 13,5. Samen met 2 september 1903
- 1903 - Landelijk maandrecord langste zonneschijnduur in uren van september gemeten in De Bilt: 13,5. Samen met 2 september 1903
- 1927 - Laatste officiële zomerse dag van het jaar (maximumtemperatuur ≥ 25 °C in De Bilt)
- 1952 - Laatste officiële warme dag van het jaar (maximumtemperatuur ≥ 20 °C in De Bilt)
- 1954 - Laatste officiële zomerse dag van het jaar (maximumtemperatuur ≥ 25 °C in De Bilt)
- 1979 - Laatste officiële zomerse dag van het jaar (maximumtemperatuur ≥ 25 °C in De Bilt)

### België
Dagrecords
- 1890 - Laagste etmaalgemiddelde temperatuur 10,8 °C
- 1886 - Hoogste etmaalgemiddelde temperatuur 24,8 °C
- 1890 - Laagste minimumtemperatuur 5,9 °C
- 2024 - Hoogste maximumtemperatuur 31.3 °C [14]
- 2023 - Hoogste etmaalsom van de neerslag 26,0 mm[15]

Uitzonderlijke gebeurtenissen
- 1987 - Neerslagtotaal in 3 uur in Stavelot: 99 mm
- 2005 - In Knokke-Heist daalt de minimumtemperatuur niet verder dan 19,4 °C. in Stembert (Verviers) blijft het minimum steken op 20,9 °C.

<< · 1 · 2 · 3 · 4 · 5 · 6 · 7 · 8 · 9 · 10 · 11 · 12 · 13 · 14 · 15 · 16 · 17 · 18 · 19 · 20 · 21 · 22 · 23 · 24 · 25 · 26 · 27 · 28 · 29 · 30 · >>